# 天印山 (越南)
天印山（越南语：／）是越南廣義省的一座山峰，位于茶曲江以北的张光仲坊，距离舊广义市城區约5公里，亦为广义十二景之首。
天印山高约106公尺，形似印章，四面侧边呈等腰梯形。在廣闊的自然中，天印山如上蒼印璽緊貼在碧江之畔，因此古人稱之為天印粘江，從山顶亦可眺望南海及长山山脉等景观。天印山与茶曲江被越南人视为广义省标志性的景观，素有“茶江春水印山云”之说。另外，该山峰也與茶曲江南岸的天笔山被誉为廣義的兩大聖山。
天印山上原有占婆塔，在京族人南进時被臨濟宗佛寺天印寺取代，为了方便僧人饮水，寺庙方还开凿了一口深约21公尺的井。寺院附近还有革命人士黄叔沆的墓地。